# تيوفيلو سباسوييفيتش
تيوفيلو سباسوييفيتش بالصربية : Теофило Спасојевић (21 يناير 1909 في بلغراد ، يوغوسلافيا – 28 فبراير 1970 في بلغراد، يوغوسلافيا) لاعب كرة قدم صربي راحل كان يجيد اللعب في مركز الظهير الأيسر .
بدأ سباسوييفيتش مسيرته الرياضية في نادي يوغوسلافيا في سنة 1929 واستمر فيه حتى سنة 1935 وقد كان يعتبر بالإضافة إلى ميليوتين إفكوفيتش أفضل الأظهرة في كرة القدم اليوغوسلافية ما قبل الحرب العالمية الثانية . خلال 6 مواسم لعب سباسوييفيتش 110 مباراة رسمية مع ناديه .
لعب سباسوييفيتش مباراتين دوليتين مع منتخب بلاده الأولى كانت في 6 مايو 1928 في بلغراد في مواجهة منتخب رومانيا وديا وانتهت بالفوز 3-1 والثانية والأخيرة كانت في 3 أغسطس 1930 في بوينس آيرس أمام منتخب الأرجنتين وديا وانتهت بالخسارة 1-3 . شارك سباسوييفيتش في بطولة كأس العالم لكرة القدم 1930 التي أقيمت في الأوروغواي ولكنه لم يلعب أي مباراة .
بعد اعتزاله اللعب استغل شهادته الجامعية في الحقوق وعمل بها.

## روابط خارجية
- تيوفيلو سباسوييفيتش على موقع الاتحاد الدولي (مؤرشف)  (الإنجليزية)
- تيوفيلو سباسوييفيتش على موقع عالم كرة القدم.نت (الإنجليزية)